# 维灵厄梅尔
维灵厄梅尔（Wieringermeer）是荷蘭的一個村莊和旧市镇，在行政區劃上屬於北荷蘭省。自2012年開始，维灵厄梅尔在政區上被併入新設立的荷兰克龙。